# El rey del ganado
El rey del ganado (en portugués: O rei do gado) es una telenovela brasileña producida por TV Globo que se emitió desde el 17 de junio de 1996 al 15 de febrero de 1997, con un total de 209 capítulos en la versión original y 130 en el canal SIC de Portugal.
Escrita por Benedito Ruy Barbosa con la colaboración de sus hijas Edmara y Edilene Barbosa, dirigida por Carlos Araújo, Emilio Di Biase y José Luiz Villamarim, con la dirección general y de núcleo de Luiz Fernando Carvalho. 
Antônio Fagundes y Patrícia Pillar son los protagonistas. Los antagonistas son interpretados por Oscar Magrini, Glória Pires y Sílvia Pfeifer y por el primer actor Raul Cortez.

## Argumento
En 1943, durante la decadencia del periodo de café, la bella Giovanna (Leticia Spiller) vive bajo vigilancia abierta de los padres, Marieta (Eva Wilma) y Giuseppe Berdinazi (Tarcisio Meira). La niña descubre la pasión en los brazos de Henrico (Leonardo Brício), hijo de Nena (Vera Fischer) y Antonio Mezenga (Antonio Fagundes), enemigos acérrimos de su familia.
Antonio Mezenga es un hombre fuerte, decidido y sostenido. Su padre había muerto en un viaje en barco de Italia a Brasil, a finales del siglo XIX. Consiguió su plantación de café con gran sacrificio y por lo general se jacta de sus orígenes y su persistencia.
Giuseppe Berdinazi, padre de Giovanna, es igualmente apasionado en la defensa de sus intereses. También inmigrante italiano y propietario de una plantación de café, vive en guerra declarada con el vecino Mezenga debido a una franja de tierra en el límite de las dos granjas. Es un padre estricto pero cariñoso, que espera que sus cuatro hijos sientan el mismo odio por los Mezenga. Siente un gran dolor cuando Giovanna declara su amor por Henrico, y acepta el matrimonio solo por la promesa de recibir la parcela de tierra disputada durante años. El acuerdo no se cumple y Berdinazi encierra a la hija en casa, bajo llave. El esfuerzo es en vano: Giovanna huye con su marido.
Berdinazi termina sus días loco, descontento con la traición de su hija y la muerte de su hijo mayor, Bruno (Marcello Antony), en la Segunda Guerra Mundial, durante la toma de Monte Castelo en Italia. Giovanna y Henrico comienzan una nueva vida lejos de sus familias y de las plantaciones de café. El primer trabajo de Henrico es como peón de vaquero en una pequeña granja. Poco a poco, comienza a criar su rebaño, y Giovanna da a luz a un niño.
La segunda fase de la novela comienza en 1996, cuando el hijo de Henrico y Giovanna ya es un rico hacendado y posee miles de cabezas de ganado. Bruno Berdinazi Mezenga (Antonio Fagundes) - nombre dado en honor del tío muerto en la Segunda Guerra Mundial - es conocido por todos como el "Rey del Ganado". Con referencias de su padre, eligió el apellido Mezenga para su firma, dejando a un lado la Berdinazi y la historia de la familia de su madre. Es querido por sus amigos y empleados. Aunque está casado con Léia (Silvia Pfeifer) y es el padre del joven Marcos (Fábio Assunção) y Lia (Lavinia Vlasak), Bruno es un hombre solitario, totalmente dedicado a los negocios. 
Un personaje clave en la segunda fase Geremias Berdinazi (Raul Cortez), el hermano de Giovanna. Rico y poderoso, sus negocios están relacionados con el café y la leche. Aunque muy exitoso, es un hombre lleno de culpa por haber construido su imperio traicionando a la familia. En primer lugar, se unió a su hermano Giacomo Guilherme (Manoel Boucinhas) para robarle la tierra a su madre y su hermana. Luego también le robó a su hermano, dejándolo morir en la pobreza. Vive deseoso de encontrar un heredero, ya que no reconoce a Bruno Mezenga como su sobrino. Geremias termina siendo engañado por la impostora Rafaella (Gloria Pires), que se hace pasar por su sobrina Marietta, hija de Giacomo. La chica levanta las sospechas de Judith (Walderez de Barros), fiel y celosa agricultora, que sospecha que Raffaella quiere robar la fortuna del jefe.
El debate sobre la tenencia de la tierra se extiende en la trama cuando una de las granjas de Bruno Mezenga es invadida por un grupo liderado por Regino (Jackson Antunes), un sin tierra que se opone a la violencia y la radicalización del movimiento. Regino critica la ocupación de las tierras productivas y se opone a la corrupción que implica la expropiación de tierras por parte del gobierno. Es un idealista, y su lema en la lucha por la reforma agraria es "tierra, sí; guerra, no." El personaje vive un dilema con su esposa, Jacira (Ana Beatriz Nogueira), su valiente compañera en la marcha. 
Entre el grupo de los sin tierra está Luana (Patricia Pillar) o Marietta, la verdadera sobrina de Geremias. Sobreviviente de un accidente que mató a su familia, Luana conoce su propio origen. En la primera reunión con Bruno Mezenga, despierta el amor del agricultor, que le da empleo en una de sus fincas. Tratada con la dignidad y el afecto que nunca tuvo, Luana está encantada con Bruno, y los dos comienzan una historia de amor. Juntos se someten a duras adversidades, hasta que Luana se embaraza y despierta la ira de Leia, pues amenazaba su parte en la herencia de su marido.
Al final de la novela, Luana y Bruno tienen un hijo, y ella convence a su marido para registrarlo también con el apellido Berdinazi. El niño es bautizado como Felipe Berdinazi Mezenga. Después de muchas peleas y disputas por la tierra, Bruno y Geremias se concilian. Geremias reconoce a Luana como sobrina, y las dos familias se entremezclan en un ambiente de alegría y se apresuran a vivir la armonía siempre pospuesta. Para completar la felicidad, Giuseppe (Emilio Orciollo Netto), sobrino desconocido de Geremias, aparece al final de la trama.

## Reparto
| Actor                   | Personaje                                                   |
| ----------------------- | ----------------------------------------------------------- |
| Antônio Fagundes        | Bruno Berdinazzi Medzenga / Antonio Medzenga (primera fase) |
| Glória Pires            | Rafaela Berdinazzi/Marieta Berdinazzi                       |
| Patrícia Pillar         | Marieta Berdinazzi/Luana                                    |
| Letícia Spiller         | Giovanna Berdinazzi                                         |
| Leonardo Bricio         | Henrico Medzenga                                            |
| Cláudio Corrêa e Castro | Bepo Vendacchio                                             |
| Fábio Assunção          | Marcos Medzenga                                             |
| Stênio Garcia           | Zé do Araguaia                                              |
| Bete Mendes             | Donana                                                      |
| Sílvia Pfeifer          | Léia Medzenga                                               |
| Jackson Antunes         | Regino                                                      |
| Ana Beatriz Nogueira    | Jacira                                                      |
| Walderez de Barros      | Judite                                                      |
| Ana Rosa                | María Rosa                                                  |
| Sérgio Reis             | Zé Bento (Saracura)                                         |
| Almir Sater             | Aparício (Pirilampo)                                        |
| Jairo Mattos            | Dr. Fausto                                                  |
| Rogério Márcico         | Olegário                                                    |
| Oscar Magrini           | Ralf                                                        |
| Iara Jamra              | Lurdinha                                                    |
| Chica Xavier            | Freira                                                      |
| Luciana Vendramini      | Marrita                                                     |
| Maria Helena Pader      | Júlia                                                       |
| Amilton Monteiro        | Detective Clóvis                                            |
| Paulo Coronato          | Dimas                                                       |

Presentando
| Actor            | Personaje                    |
| ---------------- | ---------------------------- |
| Marcello Antony  | Bruno Berdinazzi             |
| Mariana Lima     | Liliana                      |
| Lavínia Vlasak   | Lia Medzenga                 |
| Raúl Cortes      | Geremias Berdinazzi          |
| Manuel Boucinhas | Giácomo Guilherme Berdinazzi |

| Tarcísio Meira como Giuseppe Berdinazzi |
| Eva Wilma como Marieta Berdinazzi       |

Actores invitados
| Actor         | Personaje              |
| ------------- | ---------------------- |
| Raul Cortez   | Geremias Berdinazzi    |
| Carlos Vereza | Senador Roberto Caxias |

Participación especial
| Actriz       | Personaje    |
| ------------ | ------------ |
| Vera Fischer | Nena Mezenga |

## Personajes
- Bruno Mezenga (Antonio Fagundes) es el fruto de un amor prohibido. Él nació de la relación Enrico Mezenga (Leonardo Brício) y Giovanna Berdinazzi (Leticia Spiller). Eran parte de dos familias rivales. Bruno se convirtió en un exitoso agricultor, conocido como El Rey del Ganado. Bruno vive un matrimonio infeliz con Leia (Silvia Pfeifer), con quien tiene dos hijos: Marcos (Fábio Assunção) y Lia  (Lavinia Vlasak). Para descubrir una traición a Leia, Bruno separa.

- Luana (Patricia Pillar): parte del grupo de campesinos sin tierra que invadió la granja de Bruno Mezenga (Antonio Fagundes). Es cierto sobrina Geremias Berdinazzi (Raul Cortez). Sobreviviente de un accidente que mató a su familia, Luana sabe el propio origen. En la primera reunión, se despierta el amor de Bruno, que emplea a uno de sus granjas. Tratado con la dignidad y el afecto que nunca tuvo, Luana está encantado con Bruno, y los dos se dedican a una fuerte historia de amor.

- Geremias Berdinazzi (Raul Cortez): es el hermano de Giovanna. También ricos y poderosos, sus negocios están relacionados con el café y leche. Aunque muy exitosa, es un hombre lleno de culpa por haber construido su imperio traicionar a la familia. En primer lugar, se había unido a su hermano Giacomo Guilherme (Manoel Boucinhas) para robar la tierra de su madre y su hermana. Entonces también robado a su hermano, dejándolo morir en la pobreza. Lo sentimos, vive deseosos de encontrar un heredero, ya que no reconoce a Bruno Mezenga (Antonio Fagundes) como su sobrino. Así Geremias recibe Marieta (Gloria Pires) se trasladó e indefensos cuando aparece sorprendentemente y se presenta como su sobrina, la hija de Giacomo.

- Rafaela (Gloria Pires): es un fraude que se plantea en la trama como si se tratara de Marieta, una sobrina desaparecida Geremias Berdinazzi. Ella está interesada en Geremias herencia, ya que él no tiene herederos.

- Marcos Mezenga (Fábio Assunção): es el hijo del agricultor exitoso Bruno Mezenga, conocido como el ganado King. Seductora, se involucra con Liliane (Mariana Lima) la hija del senador Roberto Caxias (Carlos Vereza), y también con el impostor Rafaela (Gloria Pires).

- Lia (Lavinia Vlasak): es la hija del agricultor exitoso Bruno Mezenga, y la hermana de Marcos (Fábio Assunção). Dulce y lindo, ella se enamora de Aparicio (Almir Sater), cantante de doble Firefly y Saracura. Pero la familia no está de acuerdo con el romance.

- Aparicio  Pirilampo  (Almir Sater): Aparicio es un apasionado de la selva virgen cantante que hace una alianza con Joe Bento (Sergio Reis). Ellos forman la doble zona de influencia de la luciérnaga y Saracura. Aparicio, o Pirilampo, se enamora de Lia (Lavinia Vlasak), pero su familia está en contra de que el romance de los dos.

## Repeticiones deO Rei do Gado
En su país de origen fue retransmitida por TV Globo en Vale a pena ver de novo la primera fue en 1999 a las 15:30 y la segunda fue en 2014-2015 a las 16:30 con motivo de los 50 años de la Rede Globo. También fue retransmitida por el Canal Viva de lunes a viernes a las 20:30 (hora local de Brasilia) en el año 2010.